# كلاوديو كابريرا
كلاوديو كابريرا (بالإسبانية: Claudio Cabrera)‏ (20 نوفمبر 1963 ببوينس آيرس في الأرجنتين - ) هو لاعب كرة قدم أرجنتيني في مركز الوسط، شارك في الألعاب الأولمبية الصيفية 1988. وشارك مع منتخب الأرجنتين لكرة القدم. أما مع النوادي، فقد لعب مع أرجنتينوس جونيورز وأرسنال ساراندي وبوكا جونيورز وريفر بليت وفيليز سارسفيلد وهوراكان.

## وصلات خارجية
- كلاوديو كابريرا على موقع قاعدة بيانات كرة القدم.إي يو (الإنجليزية)
- كلاوديو كابريرا على موقع ناشيونال فوتبول تيمز (الإنجليزية)
- كلاوديو كابريرا على موقع أوليمبيديا (الإنجليزية)